# Törpeszarkapinty
A törpeszarkapinty (Lepidopygia nana) a madarak osztályának a verébalakúak (Passeriformes) rendjébe, ezen belül a díszpintyfélék (Estrildidae) családjába tartozó faj.

## Rendszerezése
A fajt Jacques Pucheran angol ornitológus írta le 1845-ben, a Pyrrhula nembe Pyrrhula nana néven. Sorolják a Lonchura nembe Lonchura nana néven és a Lemuresthes nem egyetlen fajaként  Lemuresthes nana néven is.

## Előfordulása
Madagaszkár  területén honos. Az egyetlen Madagaszkáron őshonos díszpintyféle! Természetes élőhelye a szubtrópusi és trópusi síkvidéki esőerdők, száraz erdők, szavannák, gyepek, és bozótosok, lápok és mocsarak, valamint szántok, legelők és vidéki kertek. Állandó, nem vonuló faj.

## Megjelenése
Testhossza 9 centiméter. A hím és a tojó azonos színűek. A homlok, a torok, a kantár és a szemkörnyék fekete, a fejtető sötétszürke. A fejoldalak ezüstszürkék. a hát és a szárnyak barna. A farkcsík és a felső farokfedők olajzöldek. A mell és a has világosbarna, halvány rózsaszín árnyalattal. A világosabb színű tollzászlók finom pikkelymintázatot hoznak létre. A melltollak szürkés árnyalatúak. Az alsó farokfedők feketék, sárgásbarna árnyalattal. A szem barna, a láb hússzínű. A felső csőrkáva fekete, az alsó sárgásbarna színű.

## Szaporodása
Fészekalja 4-7 fehér tojásból áll, amelyekből 11-12 nap múlva kelnek ki a fiókák. A fiatal madarak 21-25 napig maradnak a fészekben.

## Természetvédelmi helyzete
Az elterjedési területe nagyon nagy, egyedszáma pedig stabil. A Természetvédelmi Világszövetség Vörös listáján nem fenyegetett fajként szerepel.